# جونينيو (لاعب كرة قدم مواليد 1982)
جونينيو (هانغل: 안세우무 벤드레초프스키 주니오르؛ بالبرتغالية: Anselmo Vendrechovski Júnior؛ بالبولندية: Anselmo Vendrechovski Júnior) هو لاعب كرة قدم برازيلي وكوري جنوبي وبولندي في مركز الدفاع، ولد في 16 سبتمبر 1982 في Wenceslau Braz, Paraná ‏ في البرازيل. لعب مع تيغريس أونال وسوون سامسونغ بلووينغز ونادي بوتافوغو ونادي ساو باولو ونادي كوريتيبا.

## وصلات خارجية
- جونينيو (لاعب كرة قدم مواليد 1982) على موقع دوري كوريا الجنوبية (الإنجليزية)
- جونينيو (لاعب كرة قدم مواليد 1982) على موقع قاعدة بيانات كرة القدم.إي يو (الإنجليزية)
- جونينيو (لاعب كرة قدم مواليد 1982) على موقع Soccerway.com (الإنجليزية)
- جونينيو (لاعب كرة قدم مواليد 1982) على موقع AS.com (الإسبانية)